# Геррих-Шеффер, Готтлиб Август
Готтлиб Август Геррих-Шеффер (нем. Gottlieb August Wilhelm Herrich-Schäffer) — немецкий энтомолог и врач.
Изучал медицину в Вюрцбурге и затем всецело посвятил себя энтомологии. Он закончил начатое Панцером «Fauna insectorum germanicorum», издав до 1844 г. выпуски 111—190 с 1920 таблицами. Главным трудом учёного является «Systematische Beschreibung der Schmetterlinge von Europa» 1843—1855). В дополнение к нему напечатал затем «Neue Schmetterlinge aus Europa und den angrenzenden Ländern» (1859—1860) и «Sammlung neuer oder wenig bekannter aussereuropäischer Schmetterlinge» (1859—1860). Труды эти послужили основанием для современной систематики бабочек. Много работ по энтомологии напечатано им также в «German’s Zeitschrift für Entomologie», «Stetiner entomologische Zeitung» и др.
В 1864 году избран членом Леопольдины.